# 唐娜·威尔金斯
唐娜·威尔金斯（英語：Donna Wilkins，1978年4月29日—），新西兰女子篮球、篮网球运动员。她曾代表新西兰参加1998年、2002年英联邦运动会篮网球比赛和2006年英联邦运动会篮球比赛，获得三枚银牌。